# ماچی گوته
ماچی گوته (به انگلیسی: Machi Goth) یک منطقهٔ مسکونی در پاکستان است که در ایالت سند واقع شده‌است.